# テレオペレーション

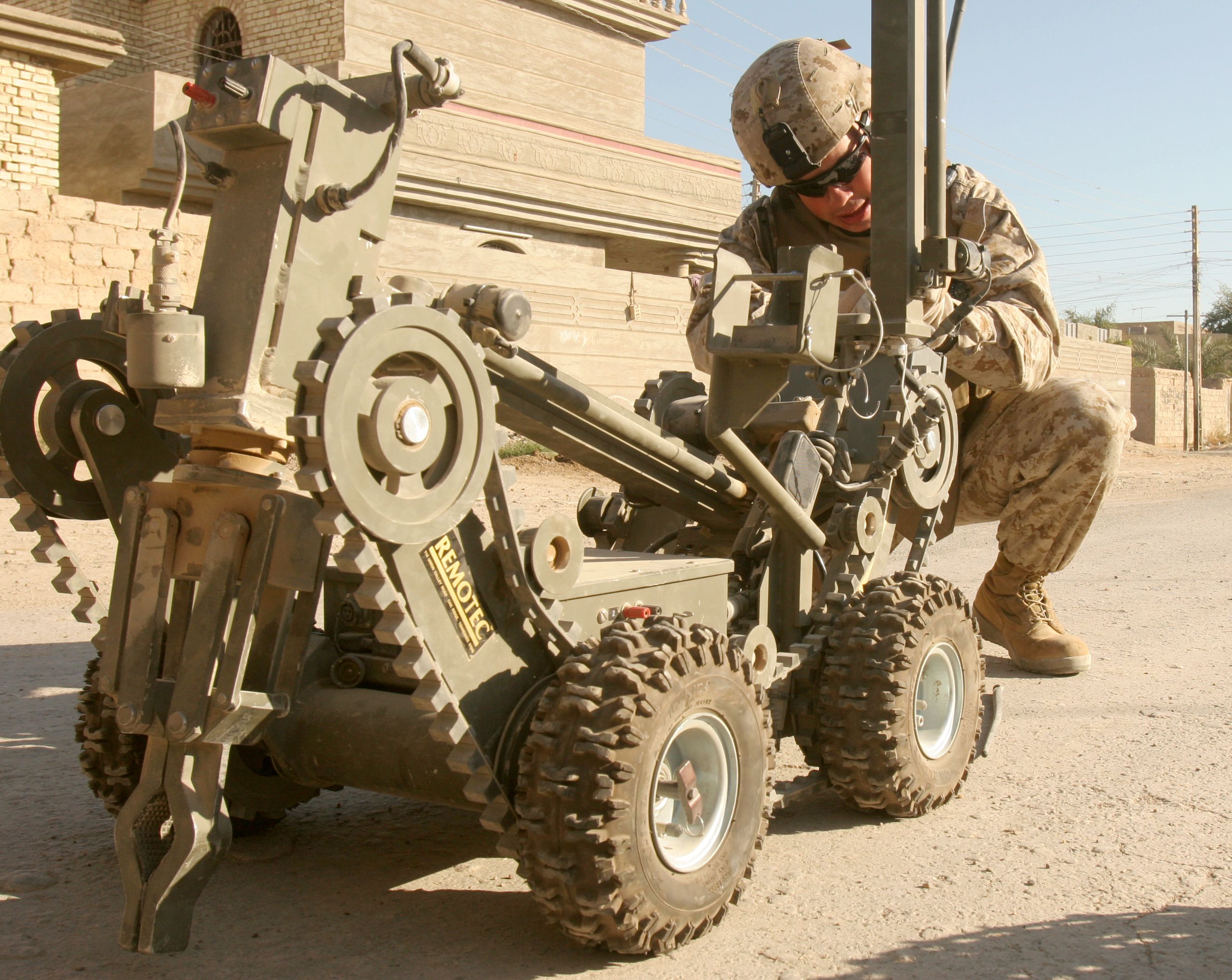
IED起爆装置、爆発の可能性のあるデバイスを調査するためのテレマニピュレーター

テレオペレーション（てれおぺれーしょん、英語: Teleoperation）、もしくはリモートオペレーション（りもーとおぺれーしょん、英語: remote operation）。離れた場所からシステムまたは遠隔操作車両、機械等の操作を行う。「リモートコントロール」というフレーズと意味は似ているが、通常は研究、学界、テクノロジーで使用される。これは、ロボット工学やモービルロボットに最も一般的に関連付けられているが、デバイスや機械が離れた場所から人によって操作されるあらゆる状況に適用する。
遠隔操作という用語は、離れた場所での操作を指す標準的な用語として、研究および技術コミュニティで使用されている。これは、あまり標準的ではない用語であり、リモートの意味合いを含む存在または相互作用の全範囲を指す可能性があるテレプレゼンスとは対照的である。

## 歴史
19世紀には、ジョン・ルイス・レイ（1872）、ジョン・エリクソン（1873）、ビクター・フォン・シェリハ（1873）よって作成されたプロトタイプを含む、多くの発明家が遠隔操作の武器（魚雷）に取り組んでいた。1877年、ルイス・ブレナンは、最初の実用的なワイヤー誘導魚雷であるブレナン魚雷で特許を取得した。1898年、ニコラ・テスラは、特許取得済みの無線ラジオ誘導システムを備えた遠隔操作ボートのデモを行い、米軍に売り込もうとしたが却下されている。
テレオペレーションは現在、一人称視点（FPV）機器を備えたホビー業界に移行している。趣味の車、飛行機、ヘリコプターに搭載されたFPVシステムは、モニタースタイルで映像信号をオペレーターに返し、航続距離を延ばすのに役立っている。

## 例
リモートで制御されるシステムには、いくつかの特定のタイプが存在する。
- エンターテインメントシステム（テレビ、 VCR 、 DVDプレーヤーなど）は、多くの場合、リモコンを介してリモートで制御される。
- 産業機械は、特に危険な環境ではリモートで操作される。例としては、チェルノブイリ事故後のチェルノブイリでのオブジェクトシェルターまたは石棺の建設、危険な岩盤が滑った後のがれきの除去[4]。
- 遠隔操作型の無人潜水機（ROV）は、危険な環境（放射性環境、汚染された環境、地雷原、深海）で広く使用されている。
- 遠隔手術（英語版）
- ドローンとしても知られる無人航空機
- ラストマイルの配達サービスを提供する宅配ロボット

## 自動運転車の遠隔操作
自動運転車の遠隔操作は、自動運転車をリモートで運転または支援する機能。
業界のほとんどの大手企業は、現在の自動運転機能と自動運転車の普及に必要な要件との間のギャップを埋めるために、エッジケースの状況で自動運転車を支援するための遠隔操作機能が必要であると考えている。– 自動運転車のソフトウェアスタックが正しいアクションを実行する能力の信頼度が低い場合、または車両が標準の動作パラメーターの範囲外で動作する必要がある場合。リモートアシスタンスがないと、このような状況では、自動運転車は通常は停止するミニマムリスクマニューバ（MRM）に移行する。
多くのAV企業は、自動運転車の展開の一環として遠隔操作を使用することを計画している。遠隔操作ソリューションを展開する、または現在展開している企業の例には、Voyage.auto、デンソー、ウェイモ、GMクルーズ、アプティブ 、Zooxなどが含まれる。
自律走行車の遠隔操作には、自動駐車アシスタントなどの個人所有の自動運転車のユースケース、ロボット軸や自律シャトルなどの共有モビリティのユースケース、自律フォークリフトなどの産業用ユースケースが含まれる。
自動運転車の遠隔操作には、主に2つのモードがある。「直接運転」とも呼ばれるリモート運転–リモートオペレータが動的な運転タスクを実行。つまり、車をリモートで運転し、車のステアリング、加速、ブレーキシステムを制御する。 「ハイレベルコマンド」とも呼ばれるリモートアシスタンス–リモートオペレーターは、実際に動的な運転タスクを実行することなく、車両を監視し、指示を出し、車両の経路を承認または修正する。一部の企業は、使用事例に応じて、両方の概念の組み合わせを展開している。遠隔操作の分野でソリューションを提供する企業の例は、DriveU.auto、 Scotti.ai、Phantom.Auto、パイロット、オットピア、および指定ドライバー。